# 西安清真大寺
西安清真大寺，位于中国陕西省西安市西安鼓楼西北的化觉巷内，又称为化觉巷清真大寺、清真大寺，占地约一万三千多平方米，建筑面积六千多平方米。全寺院沿东西走向呈长方形，共分四进院落。西安清真大寺是中国四大清真寺之一，也是西安最早的一座清真寺，经历代修护保存至今。
它与西安大学习巷清真寺并称为中国西安最古老的两座清真大寺，因其在大学习巷寺以东，故又叫东大寺。

## 历史
清真大寺具体始建年代不详，一说为742年（唐天宝元年）所建。
如今现存的主要建筑物建于明朝洪武年间，建筑风格亦为明朝建筑风格。
文化大革命期间，清真大寺曾作为钢铁厂而使用。
西安清真大寺于1956年被公布为陕西省文物保护单位，于1988年晋升为全国重点文物保护单位。马来西亚首相马哈迪·莫哈末和新加坡总理李光耀等国家领袖曾前往参观访问。

## 建筑风格

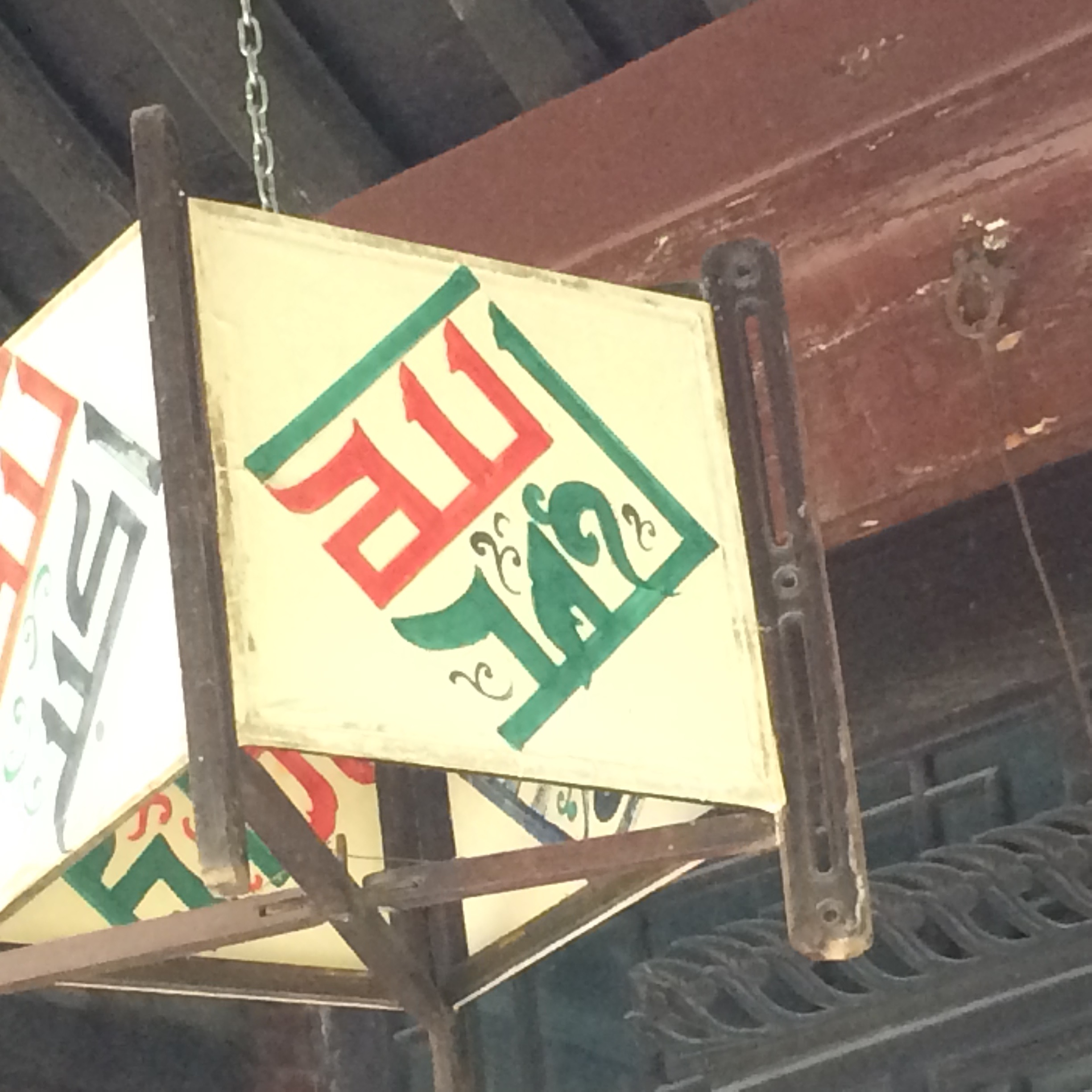
西安清真大寺里的灯笼，用阿语写着“万赞归主”

清真大寺的一大特色在于将中国传统建筑风格与伊斯兰建筑风格完美的融合一体，在建筑样式上呈现浓郁的中国传统建筑风格，而寺院内的一切布置又严格遵循伊斯兰教义，其雕刻装饰纹样都由阿拉伯文套雕组成，清真大寺是联合国教科文组织认证的世界伊斯兰文物之一。
现存清真大寺属于明清建筑风格，主体建筑有前后大殿、省心楼、凤凰亭等，寺内珍藏有清代手抄本《古兰经》和描绘伊斯兰教圣地麦加的《麦加图》一幅，以及阿拉伯文与中文的碑刻二十余方。